# Hubert (voornaam)

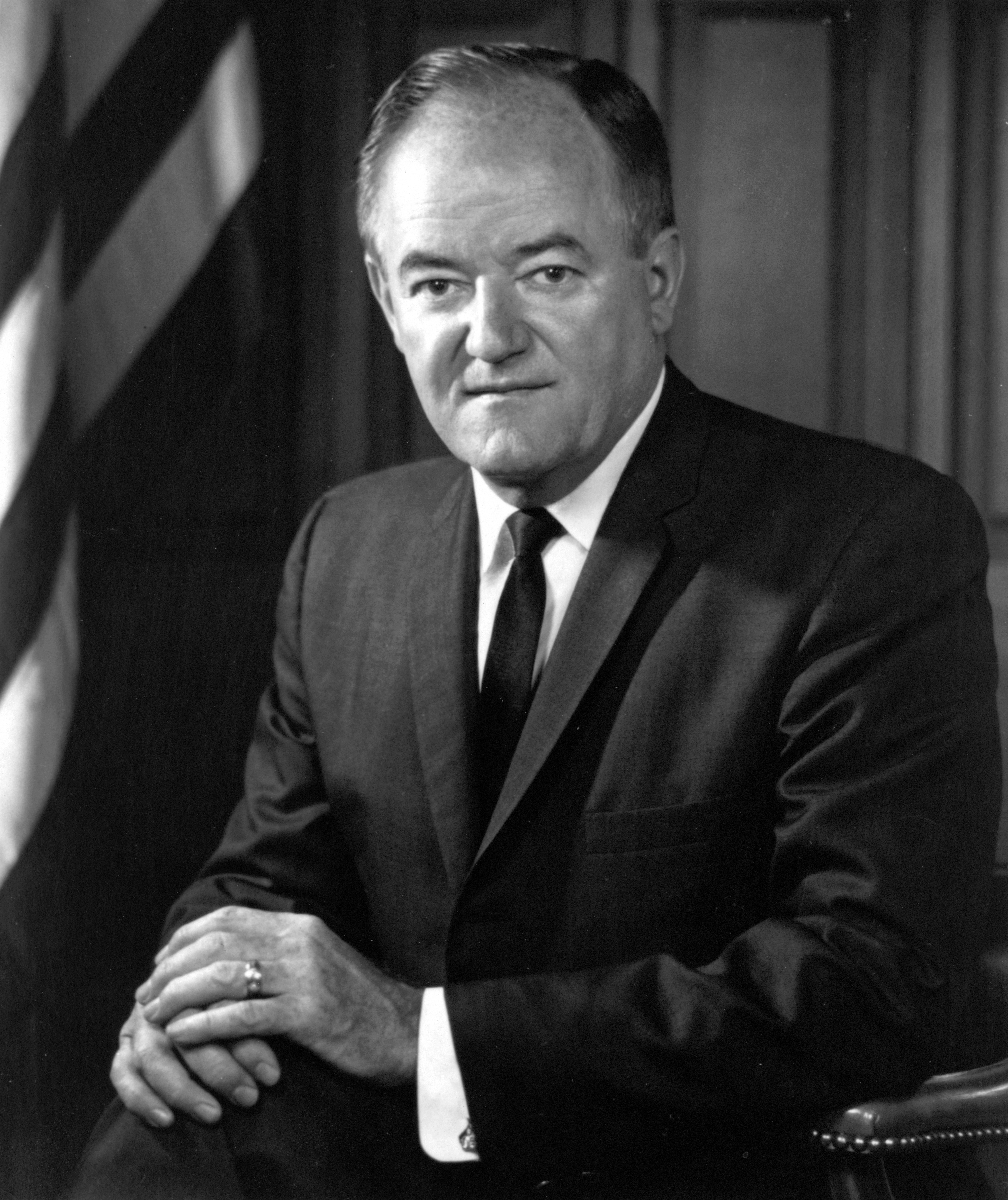
Hubert Humphrey

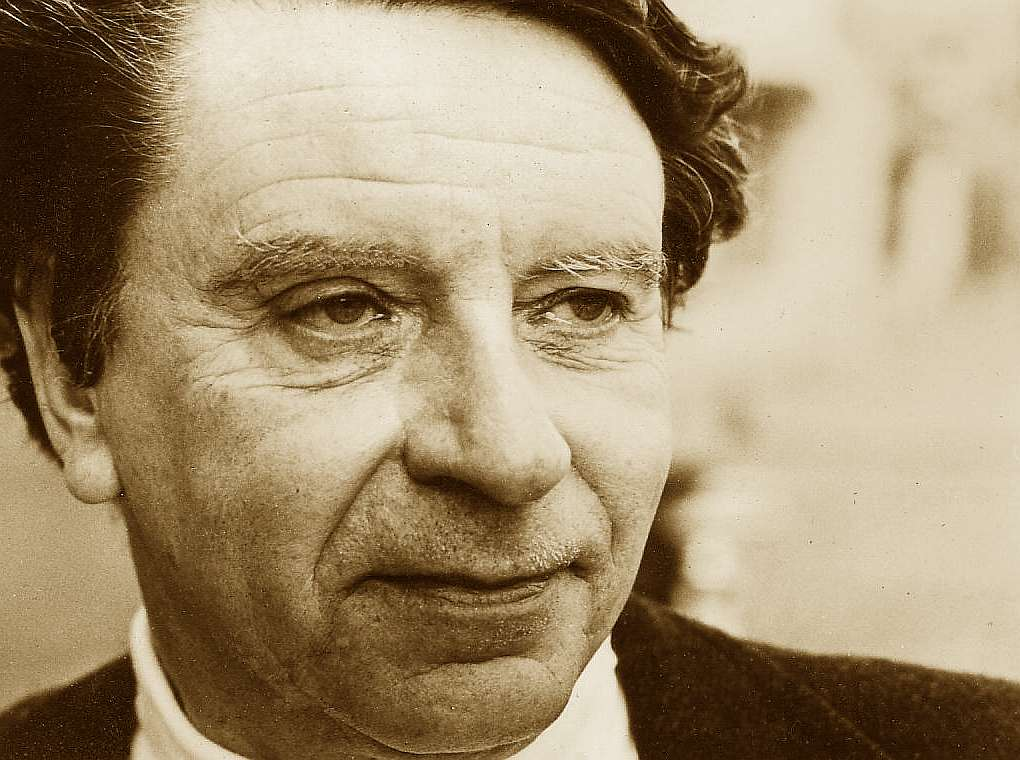
Hubert Lampo

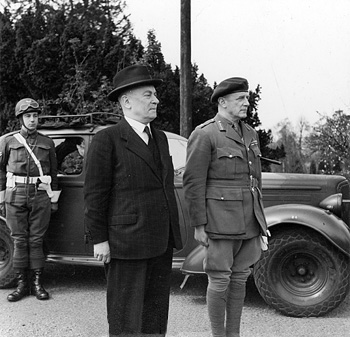
Hubert Pierlot (midden)

Hubert is een jongensnaam en variant van de naam Hubrecht.

## Koninklijke hoogheden en adel
- Hubert Salvator van Oostenrijk, aartshertog van Oostenrijk, prins van Toscane

## Bekende naamdragers
- Hubert Alexander Maurits van Asch van Wijck (1815-1868), Nederlands politicus
- Hubert Alexander Maurits van Asch van Wijck (1879-1947), Nederlands politicus
- Hubert Bellis, Belgisch kunstschilder
- Hubert Bruls, Nederlands politicus
- Hubert Coeck, Belgisch kunstschilder
- Hubert Damen, Vlaams acteur
- Hubert Detremmerie, Belgisch bankier
- Hubert Dreyfus, Amerikaans filosoof
- Hubert Droogmans, Belgisch politicus en ambtenaar
- Hubert Forstinger, Oostenrijks voetbalscheidsrechter
- Hubert Hahne, Duits Formule 1-coureur
- Hubert Hermans, Nederlands psycholoog
- Hubert Humphrey, Amerikaans politicus
- Hubert Ingraham, Bahamaans politicus
- Hubert Joseph Jean Lambert de Stuers, Nederlands generaal
- Hubert Kornelisz. Poot, Nederlands dichter
- Hubert Lagardelle, Frans denker en politicus
- Hubert Lampo, Vlaams schrijver
- Hubert Laws, Amerikaans fluitist
- Hubert Levigne, Nederlands grafisch ontwerper en beeldend kunstenaar
- Hubert Loutsch, Luxemburgs politicus
- Hubert Léonard, Belgisch violist en componist
- Hubert Minnebo, Vlaams beeldend kunstenaar
- Hubert Pallhuber, Italiaans mountainbiker
- Hubert Pierlot, Belgisch politicus
- Hubert Kornelisz. Poot, schrijver
- Hubert Schlafly, Amerikaans ingenieur
- Hubert Sumlin, Amerikaans zanger en muzikant
- Hubert van Eyck, Vlaams kunstschilder
- Hubert van Herreweghen, Vlaams dichter
- Hubert Van Innis, Belgisch boogschutter
- Hubert Verwilghen, Belgisch politicus
- Hubert Vos (kunstschilder), Nederlands-Amerikaans kunstschilder

## Fictieve figuur
- Hubert J. Farnsworth, personage uit de Amerikaanse animatieserie Futurama
- Hubert Gruber, personage uit de Engelse komische serie 'Allo 'Allo!